# Sens (métaphysique)
Ne doit pas être confondu avec Bon sens.
Pour les articles homonymes, voir Sens.
Les philosophes entendent par sens « la destination des êtres humains et de leur histoire, la raison d'être de leur existence et de leurs actions, le principe conférant à la vie humaine sa valeur ». Le sens, c'est la « signification qu'a une chose pour une personne et constitue sa justification ».
La question du sens est la question par excellence de la philosophie première, c'est-à-dire de la métaphysique. Elle porte sur ses grands thèmes : la vie et la mort, la nature et l'évolution cosmique, l'histoire des hommes et l'existence individuelle, les choses et les événements, les paroles et les gestes ; et, au plus profond, sur l'être. L'existence a-t-elle un sens ou est-elle absurde ? L'histoire a-t-elle un sens (loi, orientation, signification), ou obéit-elle aux circonstances ? Et l'amour ? Et la mort ? Maurice Blondel commençait son livre sur L'action (1893) par cette question : « Oui ou non la vie humaine a-t-elle un sens et l'homme a-t-il une destinée ? ». Et, au deuxième degré, la question que l'on se pose sur le sens, a-t-elle elle-même un sens ? Cela a-t-il un sens de s'interroger sur le sens des êtres et des événements, de l'être en général et de la conscience ? 
D'une part, sens, en métaphysique, a pour synonymes fondement, justification, raison d'être, valeur (valeur explicative, valeur morale...) ; d'autre part, la notion de sens laisse voir que la chose considérée entre dans un réseau, fait partie d'une harmonie, anime un projet, met en œuvre une pensée.  Ainsi, Saint-Exupéry affirme : « Ce qui donne un sens à la vie donne un sens à la mort » : la vie a de la valeur et elle en confère à la mort.
Le mot sens, en métaphysique, regroupe alors diverses acceptions : 
- Raison — Une chose sensée a un fondement, une justification par son origine, sa source (Dieu, le destin, la nature..., mais pas le hasard, pas une convention, pas une erreur...).
- Ordre — Une chose sensée entre dans un cadre intelligible, qui est ordonné et compréhensible, qui a de l'ordre, de la sagesse. Par exemple, selon les stoïciens, le monde est logos, ordre, raison.
- Direction — Une chose sensée va vers une chose sensée, évolue selon une loi intelligible, porte une valeur ou un contenu signifiants. Par exemple, selon Teilhard de Chardin, l'évolution va vers le point oméga, développe la conscience.

La notion de sens couvre par conséquent trois plans :
- plan axiologique: quelle valeur (dans l'origine) ? autrement dit, quelle raison, quel fondement ?
- plan sémantique: quelle signification (dans le présent) ? autrement dit, quel signifié, quelle compréhension ou quelle explication ?
- plan téléologique: quelle direction (vers le futur) ? autrement dit, pour quelle fin (but, terme), par quelle évolution ?

## Théories philosophiques du sens: comparaison historique

### Philosophes antiques: vers une définition du concept de sens
Le premier philosophe occidental à poser la question du Sens en général est Anaxagore, vers 450 av. J.-C.
« Anaxagore (…), originaire de Clazomènes (…), fut l'auditeur d'Anaximène, et il fut le premier à soumettre la matière à l'intelligence. Voici le début qu'il donna à son traité, qui est d'un style plaisant et altier : "Toutes choses étaient ensemble ; ensuite vint l'intelligence qui les mit en ordre." C'est pour ces mots qu'il fut surnommé Intellect... Le Tout est composé des corpuscules homéomères [formées de parties semblables]. Et l'intelligence, d'une part, est principe de mouvement ; parmi les corps, d'autre part, les graves occupent le lieu inférieur, comme la terre, et les légers le lieu supérieur, comme le feu ; et l'eau et l'air prennent place au milieu. » Diogène Laërce, II, 6-8, Le livre de poche p. 215-217.
Platon admet de la non-raison (alogia) dans l'homme, dans le monde. L'âme humaine est composée de trois éléments, une partie faite de raison (logistikon), mais aussi une partie faite d'agressivité (thumos) et une partie faite d'appétit (epithumia) (La République, 436-441, 611b). Platon, dans le Timée, explique le monde avec cinq principes : les idées, le démiurge, l'âme du monde, le corps du monde, la khora (matière, réceptacle). La khora est le réceptacle du devenir, c'est un lieu étrange (Timée, 49a), difficile à comprendre (51ab), qu'on ne saisit que par « un raisonnement bâtard » (52b).
Dans le stoïcisme, le monde a un sens dans la mesure où il est Dieu-même, et Destin, enchaînement rationnel de causes et d'effets.

### Philosophes rationalistes: le sens omniprésent

#### Kant et Leibniz: causalité et sémantique indissociablement liées
Leibniz, en plein rationalisme, voit de toutes parts de la raison, donc des causes, du sens. C'est le principe de raison suffisante (principium reddendae rationis), défendu dès 1668 dans la Confessio naturae. Tout est justifié, du moins idéalement, et sur deux plans, celui de l'existence, de la quoddité (les choses ont leur raison d'être), et celui de l'eccéité, des propriétés individuelles, des essences particulières (les choses ont leur raison d'être telles qu'elles sont). L'ordre universel est entièrement intelligible. L'harmonie couvre tout, et elle s'explique d'une part par des règles de logique, d'autre part par un plan divin, qui obéit aux règles de la logique (non-contradiction, économie, finalité, variété, continuité...). Dans un petit essai intitulé Essai sur la toute-puissance et l'omniscience de Dieu et sur la liberté de l'homme, Leibniz désigne Dieu comme l'origine ultime de toutes choses, la raison pour laquelle quelque chose existe plutôt que rien (quoddité) et ainsi plutôt qu'autrement (eccéité).
« Nos raisonnements sont fondés sur deux grands principes, celui de la contradiction, (...) et celui de la raison suffisante, en vertu duquel nous considérons qu'aucun fait ne saurait se trouver vrai ou existant, aucune énonciation véritable, sans qu'il y ait une raison suffisante pourquoi il en soit ainsi et non pas autrement. Quoique ces raisons, le plus souvent, ne puissent point nous êtres connues. »
— Leibniz, Monadologie, § 31-32
Kant voit la causalité quelque peu comme Leibniz, partout dans le phénomène, mais c'est au sujet à construire le phénomène de façon causale. Schopenhauer simplifie en disant que la causalité est le seul principe de construction du phénomène, où tout événement est lié à une cause. Le noumène, au contraire, n'a pas de sens causale (voir ici bas).

#### Notion historique centrale chez Hegel
Hegel, dans ses Principes de la philosophie du droit (1821) met la raison au centre de tout, en particulier de l'État et de l'histoire universelle. Voici quelques-unes de ses formules célèbres à ce sujet : 
« Tout ce qui est rationnel est réel, tout ce qui est réel est rationnel » (introduction des Principes de la philosophie du droit).
« L'État est le rationnel en soi et pour soi » (§ 258). Les peuples historiques ne sont pas soumis au règne de la force aveugle, mais à celui de l'Esprit, qui est raison, « droit de Dieu ».

« L'élément de l'existence empirique de l'Esprit universel qui, dans l'art, est intuition et image, dans la religion sentiment et représentation, dans la philosophie pensée pure et libre, est dans l'histoire mondiale la réalité spirituelle dans toute son étendue d'intériorité et d'extériorité... Dans ce travail de l'Esprit du monde, les États, les peuples et les individus apparaissent chacun avec leur principe particulier déterminé, qui s'explicite et devient réel dans leur constitution et dans l'étendue de leurs situations. Tout en ayant conscience de cette réalité particulière et en étant absorbés par ses intérêts, ils sont néanmoins les instruments et les organes inconscients de cette activité intense de l'Esprit. Au cours de cette activité, ces figures particulières disparaissent, mais l'Esprit en soi et pour soi se ménage et prépare par son travail le passage à son niveau suivant, plus élevé que le précédent. »
— Hegel, Principes de la philosophie du droit (1818), III, § 341-343
C'est la « raison dans l'histoire », et Hegel parle des « ruses de la raison » : les acteurs de l'histoire (Alexandre le Grand, Jules César, Napoléon) incarnent l'unité de l'universel et du particulier. Mus par leur ambition, ils réalisent à leur insu ce que le temps a rendu nécessaire, et ils accouchent par la violence l'histoire d'un monde nouveau.
« César luttait pour assurer sa position, son honneur, sa sécurité… Ce qui lui valut l'exécution de son plan tout d'abord négatif d'être le seul maître à Rome était aussi en soi une détermination nécessaire dans l'histoire de Rome et du monde, en sorte qu'il n'y eut pas là seulement son gain particulier, mais un instinct qui accomplit ce qu'en soi le temps réclamait. » Hegel, Leçons sur la philosophie de l'histoire (1822, publ. 1837-1840), introduction, trad., Vrin, 1963, p. 35.

### Le sens, une valeur «trop humaine»?

#### Vers un regard critique sur le sens
Schopenhauer, dans Le monde comme volonté et représentation (1813), contre Hegel, insiste sur l'aveuglement, de l'homme comme du monde. La réalité, c'est la volonté ou vouloir-vivre, qui n'est pas une faculté humaine, mais une instance anonyme et aveugle qui travaille contre elle-même, comme en témoignent les déchirements entre les vivants ou les illusions de l'amour (qui masquent aux amants le vouloir-vivre cherchant à reproduire la vie). Les individus sont illusoires et provisoires, car seule compte l'espèce.  
Nietzsche est le philosophe qui fut le plus torturé par le sens. Il a focalisé sa réflexion sur le sens des valeurs.
« En vérité, les hommes se donnèrent eux-mêmes tout leur bien et leur mal… C'est l'homme qui mit des valeurs dans les choses, afin de se conserver, — c'est lui qui créa le sens des choses, un sens humain ! C'est pourquoi il s'appelle homme, c'est-à-dire celui qui évalue [le mot Mensch viendrait d'une racine indo-européenne, men, signifiant mesurer, juger, évaluer]. Évaluer, c'est créer : écoutez donc, vous qui êtes créateurs ! C'est leur évaluation qui fait des trésors et des joyaux de toutes choses évaluées. » Nietzsche, Ainsi parlait Zarathoustra, I (1883), Mille et un buts.
Heidegger lie la question du sens de l'être à la notion de temps, dans Être et Temps (1927). L'être est sans raison (Ab-grund), il est donné, il ne présente pas de raison d'être. D'autre part, Heidegger pense et la question sur l'être et le questionnement sur cette question.
« La question de l'être est aujourd'hui tombée dans l'oubli... Un dogme a fini par prendre forme, qui non seulement déclare superflue la question du sens de l'être, mais encore, qui plus est, vient en sanctifier l'omission… En tant que quête, le questionnement a besoin d'une conduction avant-coursière qui lui vienne de ce dont il y a quête. Le sens de être doit donc déjà par là nous être dans une certaine mesure accessible… Ce qui se révèle être le sens de l'être de cet étant même que nous nommons être-le-là [dasein], c'est la temporellité [Zeitlichkeit : la condition temporelle] » Heidegger, Être et Temps (1927), § 1-5, trad. Gérard Guest.

### Philosophie de l'absurde: un monde vide de sens?

#### LeXXesiècleet la déconstruction du sens
La philosophie de l'absurde, propre à l'existentialisme non chrétien (Jean-Paul Sartre, Albert Camus), soutient que l'existence des choses comme des hommes n'a pas de justification rationnelle. Le héros sartrien de La nausée (1936) se découvre « de trop ». Contingence, voilà le mot-clef : non-nécessité, arbitraire.
« De trop : c’était le seul rapport que je pusse établir entre ces arbres, ces grilles, ces cailloux. En vain cherchai-je à compter les marronniers, à les situer par rapport à la Velléda, à comparer leur hauteur avec celle des platanes : chacun d’eux s’échappait des relations où je cherchais à l’enfermer, s’isolait, débordait. Ces relations (que je m’obstinais à maintenir pour retarder l’écroulement du monde humain, des mesures, des quantités, des directions), j’en sentais l’arbitraire ; elles ne mordaient plus sur les choses. De trop, le marronnier, là en face de moi un peu sur la gauche... De trop, la Velléda... Et moi – veule, alangui, obscène, digérant, ballottant de mornes pensées  – moi aussi j’étais de trop. Heureusement je ne le sentais pas, je le comprenais surtout, mais j’étais mal à l’aise parce que j’avais peur de le sentir (encore à présent j’en ai peur — j’ai peur que ça ne me prenne par le derrière de ma tête et que ça ne me soulève comme une lame de fond). Je rêvais vaguement de me supprimer, pour anéantir au moins une de ces existences superflues. Mais ma mort même eût été de trop. De trop, mon cadavre, mon sang sur ces cailloux, entre ces plantes, au fond de ce jardin souriant. Et la chair rongée eût été de trop dans la terre qui l’eût reçue et mes os, enfin, nettoyés, écorcés, propres et nets comme des dents eussent encore été de trop : j’étais de trop pour l’éternité. » Sartre, La nausée (1938).

#### Controverse chrétienne
Le jésuite Pierre Teilhard de Chardin, dans toute son œuvre, mais en particulier dans Le phénomène humain (1938-1940, publié en 1955), estime que l'évolution du monde a un sens : signification et direction. Elle comporte quatre phases : prévie, vie, pensée, ultra-humain et « survie ». L'humanité, par socialisation, converge maintenant vers un point constituant le pôle supérieur de toute l'évolution, oméga ; ce stade dernier de l'évolution est de nature ultra-personnelle.

#### Appui scientifique contemporain au non-sens
Le savant Jacques Monod s'est fait le champion du non-sens. Dans un essai retentissant, Le hasard et la nécessité (1970), il soutient que hasard et nécessité résument l'essentiel et les effets de l'évolution biologique, de la sélection naturelle opérant de façon aveugle, et de ses mécanismes. Son livre se termine par ces mots :
« L'homme sait enfin qu'il est seul dans l'immensité indifférente de l'Univers d'où il a émergé par hasard. Non plus que son destin, son devoir n'est écrit nulle part. » Jacques Monod, Le hasard et la nécessité (1970).